# Vasîlivka, Seredîna-Buda
Vasîlivka (în ucraineană Василівка) este un sat în comuna Stara Huta din raionul Seredîna-Buda, regiunea Sumî, Ucraina.

## Demografie
Componența lingvistică a localității Vasîlivka
     Rusă (97,3%)
     Ucraineană (2,7%)
Conform recensământului din 2001, majoritatea populației localității Vasîlivka era vorbitoare de rusă (97,3%), existând în minoritate și vorbitori de ucraineană (2,7%).